# نيوان نار
نيوان نار (بالفارسية: نیوان نار) هي قرية تقع في قسم نيوان الريفي في إيران. يقدر عدد سكانها بـ 1,145 نسمة .